# Waveland (Indiana)
Waveland – miasto w Stanach Zjednoczonych, w stanie Indiana, w hrabstwie Montgomery.